# San Leonardo in Treponzio
San Leonardo in Treponzio costituisce una frazione del Comune di Capannori, in provincia di Lucca. Fa parte della zona del Compitese.

## Geografia fisica
Il territorio della frazione è interposto tra la collina di San Ginese/Colognora di Compito ad est e i primi rilievi del Monte Pisano a sud-ovest. Si presenta pertanto come una piccola valle lungo il fosso di San Leonardo, che, con altri rivi,  recapita tutte le acque dalle colline circostanti nel Rogio. 
La frazione comprende due chiese, entrambe al centro dell'abitato: una piccola chiesa in stile romanico-toscano del XII secolo, ancora ben conservata ed adiacente ad un antico Ospedale fondato prima della chiesa, ed una più ampia chiesa, consacrata il 1921, costruita accanto alla chiesina antica. 
La maggior parte delle case di San Leonardo si affaccia quindi sulla ss. statale 439, l'antica via Di Tiglio, che si sviluppa al fondo della piccola valle percorsa dal fosso di San Leonardo ed incrocia la via provinciale di Sottomonte, diretta a Guamo e poi verso il territorio pisano.
Costituiva nel medioevo quindi un punto di passaggio obbligato per chi da Lucca, evitando la più battuta via Francigena/via Romea che porta ad Altopascio, voleva andare verso l'Arno e poi verso Roma.

## Origini del nome
La chiesa antica, che era dedicata, come l'adiacente Ospedale, a San Leonardo di Limoges, che secondo Nello Paoli è Patrono anche degli Ospedali, si ergeva sulla antica via Di Tiglio, tracciata su una precedente via di epoca romana.
Via Di Tiglio, giunta da Lucca nei pressi del borgo che si era costituito attorno ai succitati edifici religiosi, doveva oltrepassare vari fossi e piccoli rivi, in più punti. La località venne quindi chiamata dapprima Inter pontes o Interpontio,  in epoca moderna Treponzio. Altresì altri Autori si riportano al toponimo tres pontes, tra cui anche il Ridolfi nel manoscritto n. 3675in cui menziona i tre ponti: Ponte Maggiore sul Rogio (che lui chiama Ozzeri), ponte sul Rio di Massa "alle Luche" e quello sul Rio di Compito detto " ponte a Buggioni". 

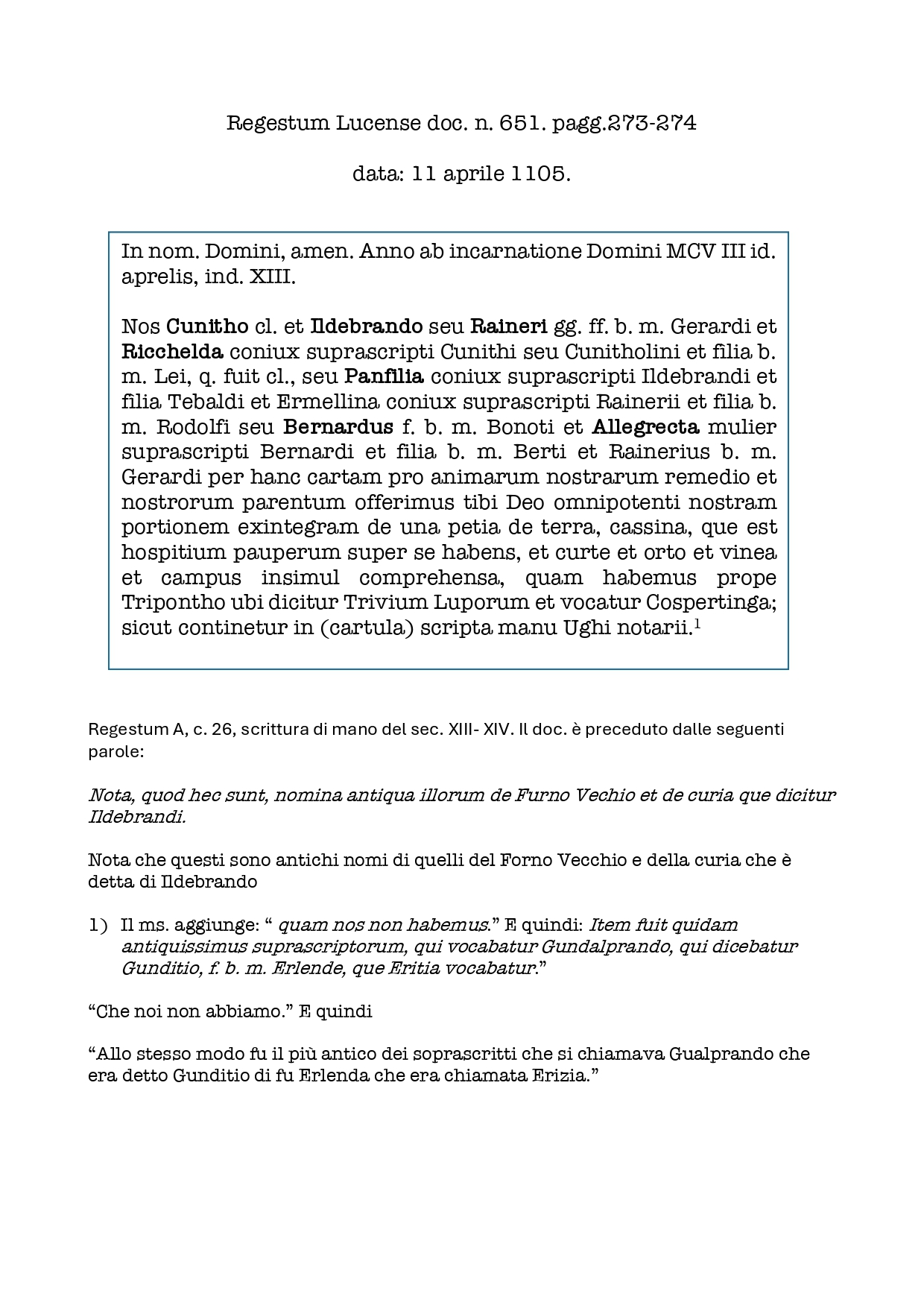
Documento proveniente dal Regesto Chartarum Italiae. Regesto del Capitolo di Lucca, vol.I documento 651 a pp.273-274

In realtà tutta l'area pianeggiante che da San Leonardo si apre a nord verso la Piana di Lucca è servita di un numero di ponti ben più alto di tre, che attraversano una serie numerosa di torrenti e canali, che da centinaia di anni sono serviti per bonificare l'area ed a salvarla delle acque, che vi confluiscono condotte non solo dall''Ozzeri/Rogio, ma anche dai torrenti che scendono dalle pendici del monte Pisano. 

## Storia
Le prime testimonianze del borgo Treponzio risalgono ad un documento conservato nell'Archivio Storico Diocesano di Lucca, datato ottobre 757. Il manoscritto è raccolto da Domenico Bertini e narra che, al tempo del re Desiderio, Eonando offrì un campo in luogo "prope Tripontio" alla chiesa e monastero di Santa Maria in loco Gurgite, corrispondente forse alla frazione di Toringo, conservandone l'usufrutto.
Da quanto riportato da Graziano Concioni in Monasteri, chiese e romitori nel piviere di Compito, risulta che l'Ospedale sia stato fondato per iniziativa del chierico Cunitho, meglio detto Cunitholino,  figlio b.m. di Gerardo,  e di sua moglie Ricchelda, figlia di fu Leo chierico, con l'aiuto dei suoi fratelli Ildebrando e Ranieri e delle loro mogli, Panfilia ed Ermellina, e di Bernardo e di sua moglie Allegretta, mediante un atto donazione a Dio, per la salvezza delle loro anime, di un pezzo di terra, di una cascina "que est hospitium pauperum" con corte, orto e vigna, datato 11 aprile 1105. I beni donati si trovavano presso Tripontho, in un luogo dove c'è il " trivium Luporum" che è chiamato Cospertinga.  In realtà il manoscritto ci rivela che l'Ospedale per pellegrini era già esistente all'epoca della donazione (1106), confermato da quanto risulta sul Catalogo Cronologico degli Istituti di Beneficienza di Giuliano Pisani a p.103, al n.52 in La Beneficienza in Lucca prima del 1000,1907, che riporta la data del 1006 come anno di fondazione. 
Dieci anni dopo, ovvero nel 1115, viene scritta una pergamena, ora conservata nell'Archivio di Stato di Lucca, nel fondo Fregionaia, che riporta la donazione di un oliveto alla Chiesa ed all'Ospedale di San Leonardo, costruiti in un luogo detto Interpontio. La pergamena parla dell'offerta di un oliveto fatta al centro religioso, "onde i frutti del medesimo servano per uso e vitto dei pellegrini che vanno e vengono". Per i pellegrini diretti a Roma l'Ospedale rappresentava una importante stazione di sosta per riposarsi e rifocillarsi. Un borgo quindi crebbe intorno all'Ospedale ed alla chiesa, addossato al crocevia tra la via Di Tiglio, proveniente da Lucca e diretta a sud verso Bientina, e la via che conduceva ad ovest lungo il fianco nord dei monti Pisani in direzione di Guamo, e poi di Pisa. Gli studiosi, Giuseppe Matraia e Bartolomeo Baroni, mentre trattano entrambi del cippo miliare posto nell'antico cimitero sito presso il lato sud della chiesa romanica, chiamano via Di Tiglio "via Romana", segnalando l'analogia con l'altra via Romana diretta da Lucca verso est, tradizionalmente individuata come via Francigena.
Prima della costruzione della nuova chiesa parrocchiale e quindi la nuova strada che ancora oggi passa sul fianco est dell'edificio di culto, il che avvenne solo alla fine del secolo XIX, via Di Tiglio, ricalcando presumibilmente una antica via romana minore proveniente da Lucca, si addentrava nel vecchio borgo, attraversandolo in direzione nord-sud, lasciandosi alla sinistra gli edifici dell'Ospedale e della chiesa romanica. Sull'angolo dell'edificio ospedaliero veniva a costituirsi un importante crocevia. Via Di Tiglio, diretta verso Castelvecchio, piegava ad angolo retto a sinistra passando sul fianco sud della chiesa romanica, lasciandosi sulla destra la via che portava in direzione ovest, verso Massa Macinaia, ed oltre. Per tale posizione privilegiata San Leonardo in Treponzio ha sempre rappresentato un centro nevralgico per l'intera zona del Compitese: infatti Compito deve il suo nome al vocabolo latino compĭtum, che, secondo Cesare Sardi, starebbe a significare crocicchio, crocevia, bivio, riferito all'incrocio, posto dinanzi all'antico ospedale di San Leonardo in Treponzio.
I pellegrini, oltrepassato il borgo seguendo via Di Tiglio, potevano scegliere se svoltare subito a sinistra verso est su via del Porto Al Pellegrino (ora via Della Francese) e poi imbarcarsi verso l'Arno al Porto di San Pellegrino (ora detto semplicemente "Al Porto"), situato sulle rive dell'antico lago di Sesto nell'attuale frazione di San Ginese di Compito, oppure se proseguire diritto a sud sulla stessa via Di Tiglio, lungo la sponda destra del lago di Sesto, via terra fino a Bientina, dove avrebbero potuto imbarcarsi per attraversare l'Arno.
Fu rettore del complesso religioso dal 1179 al 1193 Benedetto, che diede un forte impulso all'istituzione. Dopo la sua morte fu proclamato santo dai fedeli. Nel 1387 venne traslata la salma del santo nella cattedrale di San Martino di Lucca. Nel 1426 la chiesa con l'Ospedale vennero annessi al Monastero di Santa Maria della Fregionaia, in cui si depositò tutta la documentazione relativa, ora nell'Archivio di Stato di Lucca, fondo Fregionaia.

## Monumenti e luoghi d'interesse

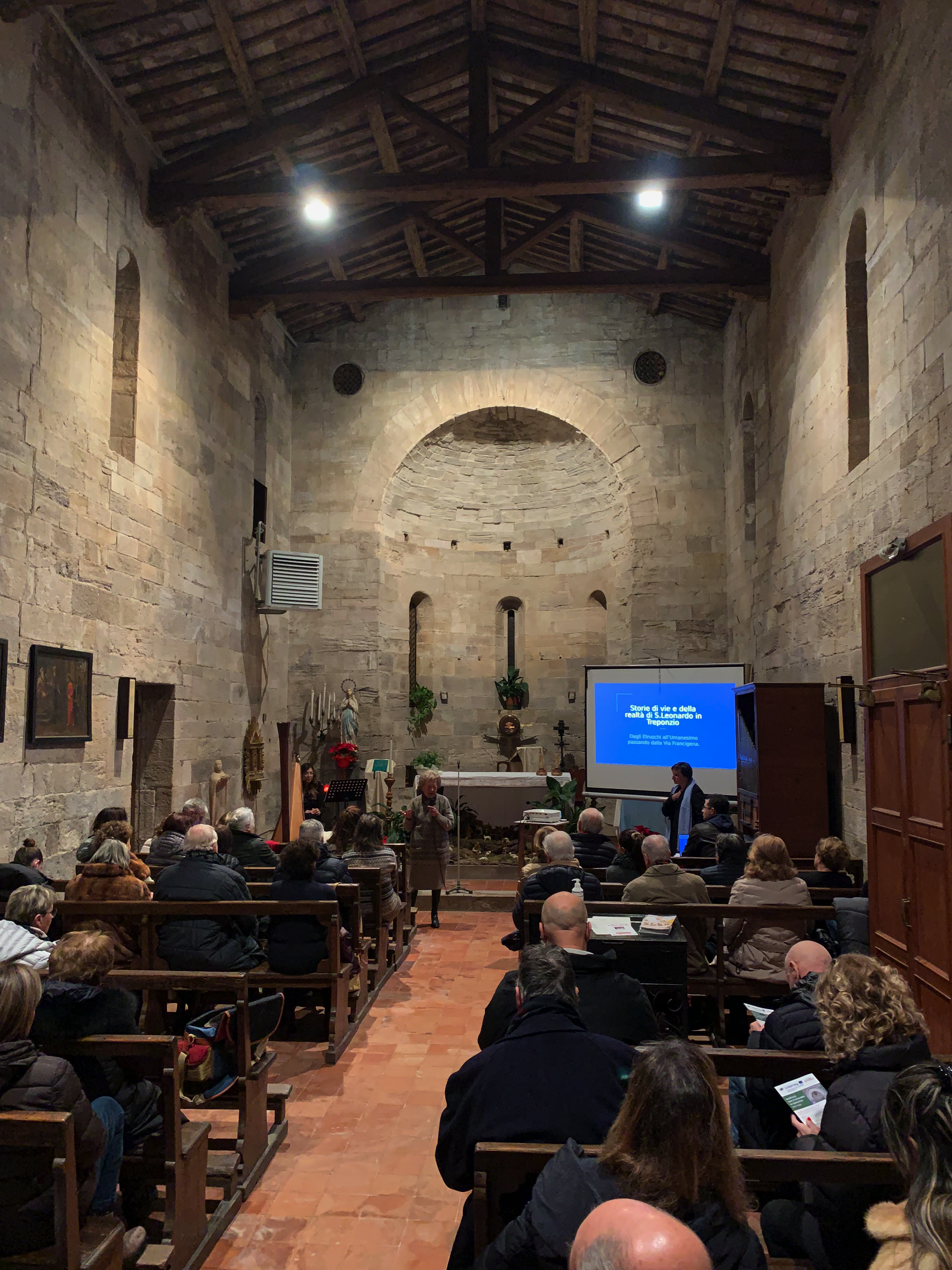
Interno della Chiesa romanica, durante un evento dell'associazione "La ruota" per la promozione dei monumenti della frazione

- Chiesa di San Leonardo in Treponzio, in stile romanico-toscano. presenta un Importante il suo apparato decorativo esterno, costituito da originali elementi scultorei, il cui anonimo autore apparterrebbe alla scuola di Guidetto dell'ultima parte del XII secolo.[18]

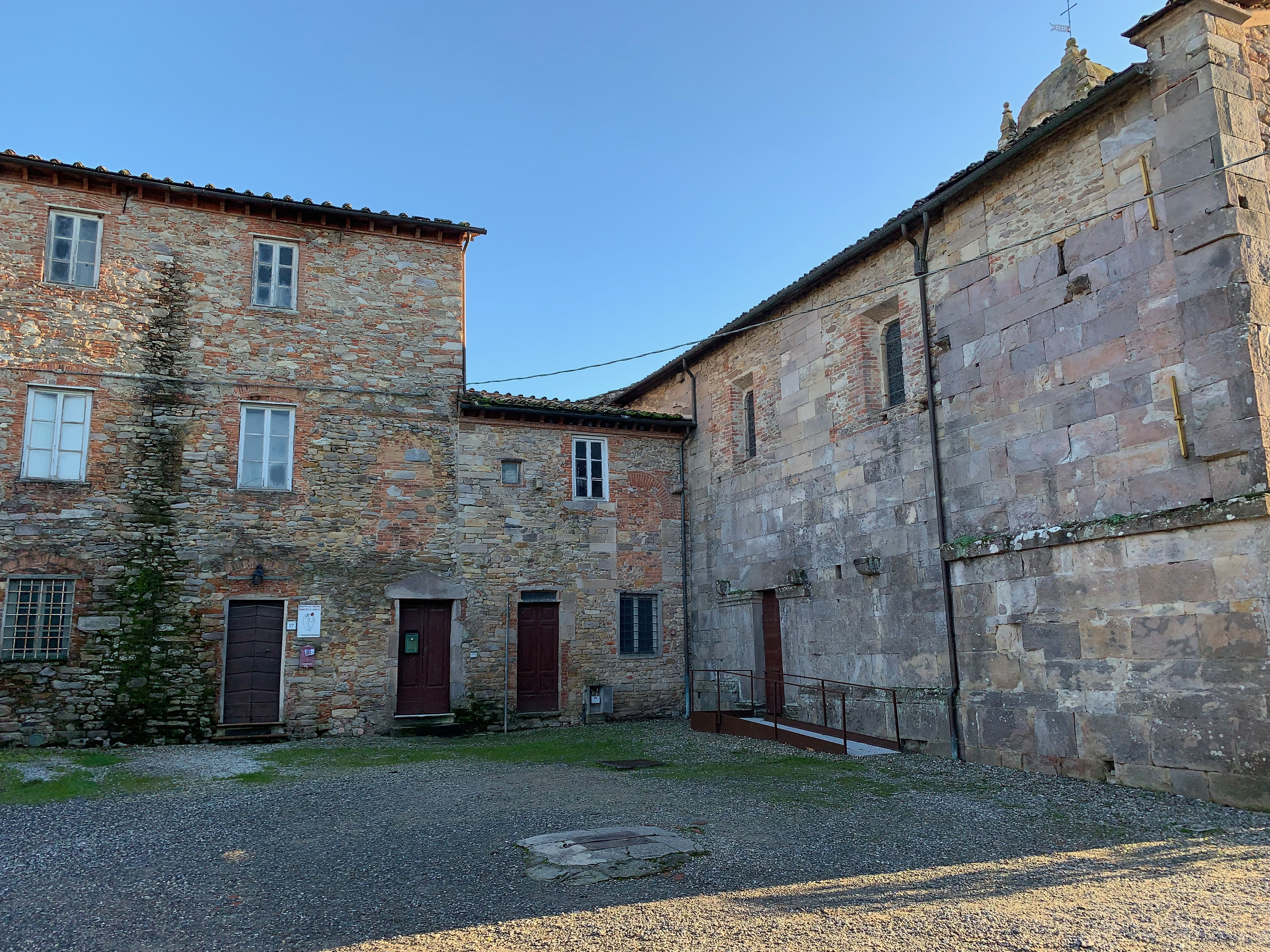
Uno degli edifici che componevano l'Ospedale di San Leonardo in Treponzio, adiacente al lato settentrionale della Chiesa romanica

- L'Ospedale di San Leonardo, adiacente alla Chiesa, recentemente in parte restaurato. Sarebbe precedente alla basilica, quindi risalente all'alto medioevo. Da quanto appreso dai numerosi manoscritti che lo riguardano, sarebbe stato dotato di un portico sotto cui venivano redatti i documenti riguardanti le donazioni, che hanno permesso all'Hospitale peregrinorum di mantenersi autonomo per secoli. Alcuni sostengono che sarebbero stati i Cavalieri del Tau di Altopascio[19] a promuoverne l'edificazione, analogamente all'Hospitale di Altopascio:  si occupavano infatti di costruire e di mantenere sia gli Hospitali sia i ponti, necessari perché i pellegrini diretti a Roma potessero effettuare l'attaversamento dei numerosi rivi che solcano il Treponzio.[20]
- La nuova Chiesa Parrocchiale di San Leonardo in Treponzio, costruita a fianco alla chiesa romanica, è stata consacrata il 18 settembre 1921, mentre il campanile è del 1849.[21]

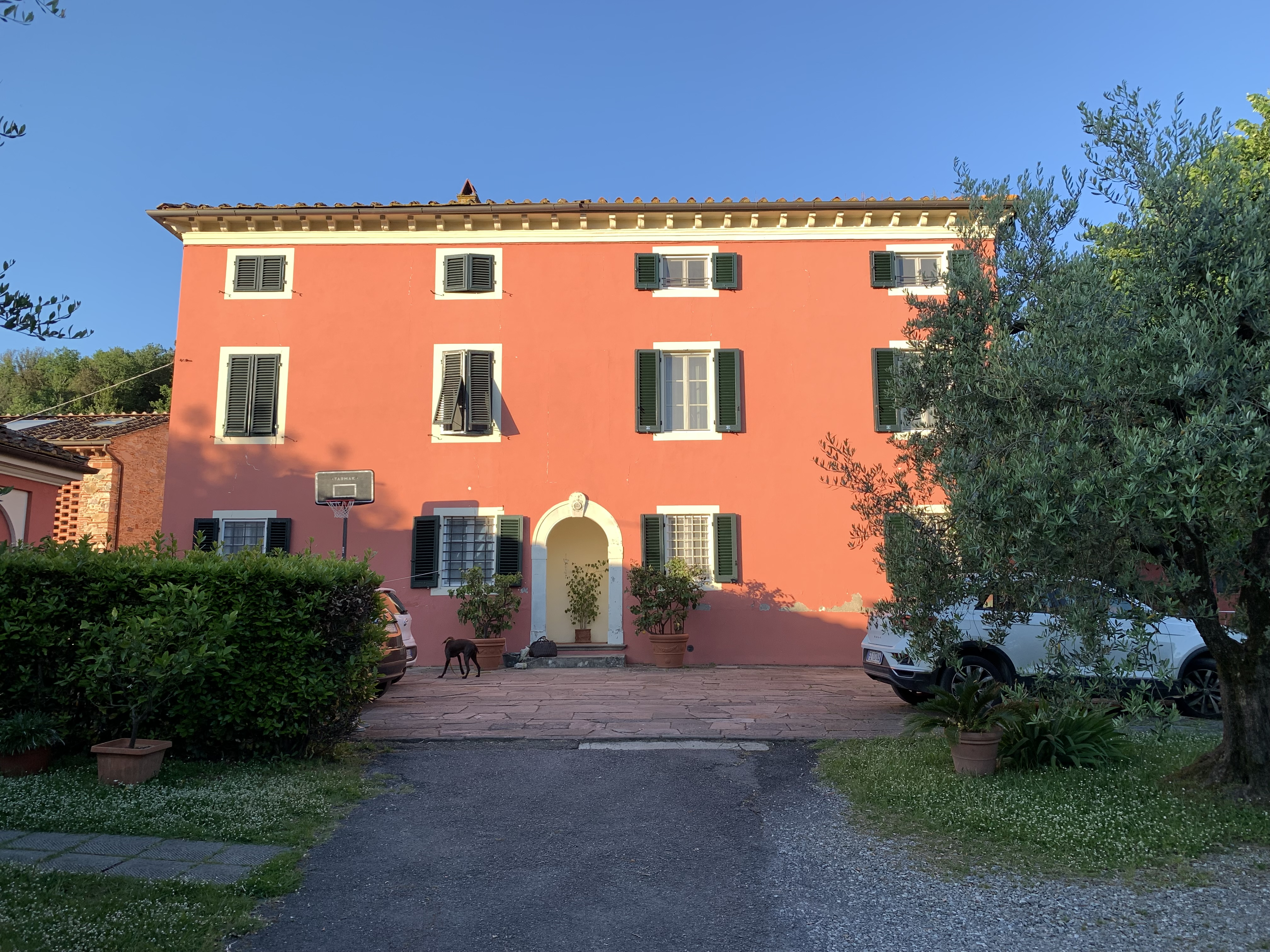
La Villa del Ghilarducci

- Villa del Ghilarducci, incastonata nella collina di San Ginese di C., in quella parte identificata come Monte Tristo sulla carta regionale toscana, ospitava una famiglia di notabili fin dal secolo XVIII.

## Economia
Ancora oggi la frazione conserva, nonostante conti meno abitanti di altri borghi limitrofi, le caratteristiche vere e proprie di un centro su cui confluiscono gli abitanti del Compitese per le necessità sociali più elementari.
Ha una banca, una farmacia, un supermercato, una casa di Comunità, un centro per la cura dei denti e vari altri negozi. Adesso ospita anche un distaccamento dei carabinieri forestali nella ex stazione Ferroviaria della antica Ferrovia Lucca-Pontedera.
Inoltre ha una scuola media inferiore, che accoglie una sezione della Biblioteca del Comune di Capannori